# Svenska mästerskapen i jujutsu 1994
Svenska mästerskapen i ju-jutsu 1994 avgjordes duotävlingarna i Uppsala den 12 februari, medan kamptävlingarna ägde rum i Herrljunga den 16 april.
Arrangerande föreningar var  Uppsala ju-jutsuklubb och Herrljunga Ju-jutsuklubb. 

## Resultat
| Placering | Namn              | Klubb          |
| --------- | ----------------- | -------------- |
| Guld      | Ingela Wiktorsson | Umeå Budoklubb |
| Silver    | Sofia Andersson   | Växjö JJK      |
| Brons     | Malin Wendel      | Herrljunga JJK |

| Placering | Namn           | Klubb          |
| --------- | -------------- | -------------- |
| Guld      | Anna Fransson  | Umeå Budoklubb |
| Silver    | Åsa Bertilsson | Umeå Budoklubb |
| Brons     | Kerstin Olsson | Stockholm      |

| Placering | Namn                  | Klubb     |
| --------- | --------------------- | --------- |
| Guld      | Musse Hasselvall      | Nacka JJK |
| Silver    | Eugenio Osorio-Florio | Växjö JJK |
| Brons     | Tommy Lundin          | Stockholm |

| Placering | Namn             | Klubb          |
| --------- | ---------------- | -------------- |
| Guld      | Christer Öqvist  | Umeå Budoklubb |
| Silver    | Johan Blomdahl   | Herrljunga JJK |
| Brons     | Martin Söderberg | Nacka JJK      |

| Placering | Namn             | Klubb          |
| --------- | ---------------- | -------------- |
| Guld      | Ricard Carneborn | Nacka JJK      |
| Silver    | Jörgen Skirgård  | Sandvikens JJK |
| Brons     | Daniel Bergsten  | Sandvikens JJK |

| Placering | Namn           | Klubb                |
| --------- | -------------- | -------------------- |
| Guld      | Lars Peterson  | Borlänge JJK         |
| Silver    | Mikael Smith   | Linköpings Budoklubb |
| Brons     | Henrik Lidberg | BK Hiyama, Varberg   |

| Placering | Namn                                 | Klubb                |
| --------- | ------------------------------------ | -------------------- |
| Guld      | Kåre Nordström / Morgan Nordström    | Timrå JJK            |
| Silver    | Mikael Östh / Markus Svensson        | Sundsvalls Budoklubb |
| Brons     | Kjell Bornemo / Kenneth linnarkrantz | Linköpings Budoklubb |

| Placering | Namn                              | Klubb            |
| --------- | --------------------------------- | ---------------- |
| Guld      | Monika Laxfors / Isabelle Sarfati | Upplands-Bro JJK |
| Silver    | Ida Sjöström / Åsa Bertilsson     | Umeå Budoklubb   |

| Placering | Namn                            | Klubb          |
| --------- | ------------------------------- | -------------- |
| Guld      | Cecilia Bröms / Conny Mathiasen | Sollentuna BK  |
| Silver    | Jennie Brolin / Hans Andersson  | Sandvikens JJK |